# Triaenoneura albifascia
Triaenoneura albifascia är en fjärilsart som beskrevs av Hans Rebel 1912. Triaenoneura albifascia ingår i släktet Triaenoneura och familjen mott. Inga underarter finns listade i Catalogue of Life.